# Zastava Božićnog Otoka
Zastava Božićnog Otoka je neslužbeno usvojena 1986., nakon što je izabrana u natjecanju za zastavu teritorija. Dizajnirao ju je Tony Couch iz Sydneya, Australija. Zastava je službeno usvojena 2002. godine. 
Plavo polje predstavlja ocean koji okružuje otok, a zeleno otočnu vegetaciju. Zviježđe Južnog Križa simbolozira povezanost s Australijom, te položaj otoka na južnoj polutci. Ptica na zastavi je Phaethon lepturus, koja živi na otoku. Žuti disk, unutar kojeg se nalazi karta otoka, predstavlja rad u otočnim rudnicima fosfata.